# 馬塞納 (愛荷華州)
馬塞納（英語：Massena）是一個位於美國愛荷華州卡斯縣的城市。

## 地理
馬塞納的座標為41°15′14″N 94°46′08″W / 41.25389°N 94.76889°W，而該地的平均海拔高度為388米（即1273英尺）。

## 人口
根據2010年美國人口普查的數據，馬塞納的面積為1.79平方千米，當中陸地面積為1.79平方千米，而水域面積為0.00平方千米。當地共有人口355人，而人口密度為每平方千米198人。